# موسى فكي
موسى فقي محمد  (بالفرنسية: Moussa Faki)‏،(مواليد 21 يونيو 1960 م) دبلوماسي وسياسي تشادي، ولد في بلتن.

## مناصب
تولى منصب [[ رئيسي لدوره في مجال السياسة الدولية. كان يشغل منصب رئيس مفوضية الاتحاد الإفريقي (منظمة الاتحاد الإفريقي) منذ ( 14 مارس 2017 ).
كان له دور بارز في عدة مناصب دبلوماسية أخرى، بما في ذلك كونه وزير خارجية تشاد ،]] (24 يونيو 2003–4 فبراير 2005).

## التعليم
تعلم في جامعة مارين نغوابي.
ودرس موسى فكي العلوم القانونية، وتخرج في فرنسا حيث حصل على الدكتوراه في القانون العام من جامعة باريس.

## التجربة السياسية
شغل فكي عام 1997 منصب مدير ديوان الرئيس التشادي إدريس ديبي، وخلال تلك الفترة تكرست العلاقة بين الطرفين وصار فكي من المقربين للرئيس.وفي عام 2001 قاد حملة ديبي للانتخابات.
تلك العلاقة المتميزة أثمرت تعيين فكي في منصب رئيس الحكومة ما بين 2003 و2005.
وفي 2008 عين رئيسا للمجلس الاقتصادي والاجتماعي للبلاد، وفي السنة نفسها اختير وزيرا للخارجية، وهو المنصب الذي شغله مدة طويلة.
وبتاريخ 30 يناير/كانون الثاني 2017 اختير فكي لشغل منصب رئيس مفوضية الاتحاد الأفريقي، وهو أعلى منصب تنفيذي في الاتحاد الأفريقي خلال الدورة 28 للاتحاد التي عقدت بأديس أبابا.
وقال مسؤول تشادي للصحفيين إن وزير خارجية بلاده نال 39 صوتا في جولة التصويت الأخيرة ليخلف بذلك الجنوب أفريقية نكوسازانا دلاميني زوما.
يوصف فكي بأنه شخص هادئ، وقليل الكلام، وحريص على حفظ التوازنات بين القوى المختلفة، وهو ما يؤهله ـبحسب المتتبعين- لأداء مهمته بنجاح في قارة تواجه تحديات كثيرة على مستوى الاستقرار السياسي والأمني والاقتصادي والاجتماعي، علما أن الفترة الطويلة التي قضاها وزيرا لخارجية بلاده مكنته من الاطلاع على تفاصيل القضايا الأفريقية الكبرى وملفاتها الشائكة، مما سيساعد على إنجاح مهمته.
أكد فكي أن أولياته في منصبه على رأس مفوضية الاتحاد الأفريقي ستكون دعم التنمية والأمن بالقارة السمراء التي تضم نحو مليار إنسان.
والاتحاد الأفريقي هو منظمة حلت محل منظمة الوحدة الأفريقية بعد 39 عاما من تأسيسها عام 1963. وضع ضمن أهدافه تحقيق وحدة وتضامن أكبر بين الشعوب والبلدان الأفريقية،
الدفاع عن السيادة والأراضي والاستقلال لكافة الدول الأعضاء، إلى جانب التعجيل بالتكامل السياسي والاقتصادي والاجتماعي لأفريقيا.
يوجد مقره بالعاصمة الإثيوبية أديس أبابا، تتكون أجهزة الاتحاد من 17 جهازا، من أهمها مؤتمر الاتحاد، والمجلس التنفيذي (وزراء الخارجية)، وبرلمان عموم أفريقيا،ومحكمة العدل، وأمانة الاتحاد، إلى جانب لجنة الممثلين الدائمين (السفراء)، واللجان الفنية المتخصصة، والمجلس الاقتصادي والاجتماعي والثقافي، والبنك المركزي الأفريقي.
وقد اختار الاتحاد الأفريقي عام 2017 ألفا كوندي رئيسا جديدا له، وعبد العزيز بوتفليقة نائبا له.
ظل فكي في منصبه حتى فوز محمود علي يوسف، وزير الخارجية الجيبوتي، يوم 15 فبراير/شباط 2025، برئاسة مفوضية الاتحاد الأفريقي بعد 6 جولات من التصويت.

## الأوسمة والجوائز
حصل موسي فكي على عدد من الأوسمة منها وسام ضابط النظام الوطني، ثم وسام ضابط النظام المدني لجمهورية تشاد.